# Черногърб кълвач
Черногърбият кълвач (Picoides arcticus) е вид птица от семейство Кълвачови (Picidae). Видът е незастрашен от изчезване.

## Разпространение
Разпространен е в Канада, Сен Пиер и Микелон и САЩ.